# Philautus dubius
Philautus dubius es una especie de rana que habita en India.